# The Fight Censorship Group
Le Fight Censorship group est un collectif de femmes artistes américaines créé en 1973 par l’artiste new yorkaise Anita Steckel. Ce groupe s’oppose à la censure dont elle font l'objet. Leurs œuvres font explicitement référence aux sexes notamment des phallus ou des figures féminines nues et sont considérées comme des œuvres pornographiques.

## Élément déclencheur
Gagnant en reconnaissance sur la scène artistique new yorkaise, Anita Steckel est approchée en 1971 par le Rockland Community College afin d’y monter sa première exposition solo. Elle est prévenue par l’une des membres de la faculté que si elle voulait avoir un emploi dans l’établissement, Anita Steckel ne pouvait pas exposer d’œuvres représentant des sexes.
Comme l’art explicite est une part importante de l’œuvre d'Anita Steckel, l’artiste estime ce conseil est une forme de censure. Elle monte donc une exposition nommée The feminist art of sexual politics  qui est composée de toutes les œuvres sexuellement explicites qu’elle avait créées. Cette exposition a lieu au Rockland Community College en février 1972. Anita Steckel présente sa série Giant Women in New York (1972-1979). Il s'agit de photomontages où une gigantesque femme nue, au visage semblable à celui de l’artiste, se trouve dans divers espaces publics de la ville de New York. Elle présente également la série New York Skyline où des phallus se trouvent au-dessus des gratte-ciels. Anita Steckel explique : « Men seemed to own the city [...] and it was my way of responding to that ».
Le collège menace Anita Steckel de mettre fin à l’exposition si elle ne retire pas les œuvres qui sont considérées comme inappropriées et provocatrices. Le directeur de l’établissement, John Komar, souhaite fermer l’exposition qu’il qualifie de pornographique. Ce dernier dit qu’il serait mieux de relocaliser l’exposition dans un endroit plus approprié comme les salles de bain. À la demande de John Komar, une enquête est ouverte pour déterminer si Anita Steckel peut être poursuivie en vertu des lois sur l’obscénité de l’État de New York. Il a été conclu qu’une poursuite n’était pas possible. L’événement a été couvert par le New York Post, le Daily News et la télévision locale.
En réponse, Anita Steckel crée le Fight Censorship group dont la première rencontre a lieu dans le studio d'Antita Steckel le 8 mars 1973. Ce groupe est l’un des seuls rassemblements d’artistes féministes de l’époque qui lutte spécifiquement contre la censure de l’art explicite produit par les femmes. Il est constitué d’artistes comme Juanita McNeely, Barbara Nessim (en), Anne Sharpe, Joan Semmel, Hannah Wilke, Eunice Golden (en), Judith Bernstein, Louise Bourgeois, Martha Edelheit et Joan Gluckman.

### Contexte historique
Une caractéristique importante des décennies 1960 et 1970 aux États-Unis est l’effervescence des mouvements féministes de la deuxième vague. Cette deuxième vague de revendications féministes concerne le droit des femmes dans plusieurs domaines tels que la politique, le travail, la famille et la sexualité. Au cours de ces décennies, l’accès au divorce est devenu beaucoup moins restrictif, les premières pilules contraceptives sont arrivées sur le marché, la Cour suprême a légalisé l’avortement et les discriminations basées sur le sexe sont interdites au travail et en éducation.
Aux États-Unis, surtout dans la ville de New York, le tournant des années 1970 marque l’arrivée du féminisme en art. À cette époque, l’art féministe se distingue par une vague d’activisme chez les artistes qui protestent et se regroupent en fondant diverses associations.Notamment, en 1969, le groupe WAR (Women Artists in Revolution) est créé, et est reconnu comme la première association d’artistes féministes au monde.
Au moment où le Fight Censorship group est créé, les femmes remettent en question leur place dans la société patriarcale et les mouvements féministes laissent leur trace dans le domaine de l’art. L’art féministe américain des années 1970 est souvent reconnu pour les femmes artistes qui témoignent, par leur art, de leur expérience de femme dans un monde dominé par les hommes. Les artistes du Fight Censorship group s’inscrivent dans cette lignée. Ce groupe comprend des artistes qui créent un art féministe moins familier qui explore l’image phallique pour valoriser la sexualité féminine et les fantasmes qui lui sont associés. La quête de ce groupe pour la libre expression est liée à la quête pour la liberté sexuelle, au désir des femmes de prôner leur agentivité sexuelle et leur droit au plaisir. La quête de ce groupe pour la libre expression est intimement liée à la quête des femmes des années 1970 pour la liberté sexuelle, et à leur désir de prôner leur agentivité sexuelle et leur droit au plaisir. Par exemple, l’artiste et membre du Fight Censorship group, Joan Semmel tente par son art sexuellement explicite de déconstruire l’image pornographique où la femme est passive et l’objet du désir, en représentant des moments précoïte ou post-coïte où la femme est active dans l’acte sexuel. En ce sens, les artistes du groupe désirent montrer un point de vue  féminin de l’art.

#### Activités du groupe
Dès 1973, le Fight Censorship group multiplie les actions pour dénoncer la censure des œuvres à caractère sexuel produites par les femmes du groupe. Notamment, en 1973, à leur réunion d’inauguration, Anita Steckel récite un manifeste écrit pour l’occasion. Ce manifeste évoque ce que le groupe revendique : We women artist…demand that sexual subject matter – as it is part of life – no longer be prevented from being part of art! . Les membres du groupe insistent sur le fait que les musées devraient présenter l’art érotique créé par des femmes.

À la suite de cette première réunion, le groupe est mentionné dans la presse sous le titre Women Artists Join to Fight to Put Sex into Museums and Get Sexism and Puritanism Out. Cet article dénonce le double standard où « females are shown in a seductive, sexual, and nude manner in the very same museums [that] refuse to show the sexual male nude."» L’article mentionne que le groupe dénonce que des portraits de femmes nues séduisantes réalisés par des hommes peuvent être présentés dans des musées, alors que des portraits d’hommes créés par des femmes ne peuvent pas être montrés dans une institution muséale. Une citation de leur manifeste témoigne avec ironie que le Fight Censorship group trouve illogique que l’imagerie phallique soit censurée des expositions : 
If the erect penis is not wholesome enough to go into museums-it should not be considered wholesom enough to go into women. And if the erect penis is wholesome enough to go into women, then it is more than wholesome enough to go into the greatest art museums.
Le groupe fait des apparitions à la télévision et présente des conférences dans les collèges et les universités américaines. Lors de ces réunions, les artistes présentent leurs œuvres, et non des photographies ou des reproductions de ces dernières, pour discuter du problème de la liberté d’expression, et pour tenter d’inciter les femmes et les hommes à se joindre à leur revendication. Anita Steckel mentionne aussi que le groupe organise des expositions underground en 1973. La revue féministe Off Our Backs (en) fait, en 1973, une critique de la production artistique de quelques membres du groupe (Louise Bourgeois, Joan Semmel et Anita Steckel) tout en affirmant l’importance de leur art. Il existe peu de documentation sur ces conférences. Quelques photographies d’une visite du groupe à la New School for Social Research (New York, octobre 1973) sont référencées dans les archives d’Anita Steckel.